# Шарль-Жозеф де Лінь
Шарль-Жозеф де Лінь (фр. Charles-Joseph de Ligne; 23 травня 1735 — 13 грудня 1814) — принц, австрійський фельдмаршал, дипломат, автор низки публікацій з описами різних побутових сцен із життя України кінця 18 ст.

## Біографія
Походив зі старовинного бельгійського роду. Ще юнаком таємно залишив родину й поступив на службу до французької армії. 1752 перейшов на службу до австрійського війська; брав участь у Семилітній війні 1756—1763. Під час війни за Баварську спадщину в 1778—1779 роках командував авангардом у військах генерала Г.Лаудона.
Невдовзі потому  імператор  Йосиф ІІ Габсбург відрядив його з дипломатичним дорученням до російської імператриці Катерини ІІ. Остання взяла його до складу свого почту під час подорожі по Україні та Криму в 1787 році. Із Києва, Херсона та інших міст, через які йому довелося проїжджати, він відправив кілька листів до імператора Йосифа II, а також до маркізи де Куані. В них описав чимало подробиць з того, що йому довелося побачити. З помітною іронією розповів про пишність самої подорожі, про те, що до місць, де зупинялася імператриця, чиновники намагалися нагнати якомога більше людей. Сама ж Катерина II з утіхою дивилася на натовпи і голосно питала у своїх підлеглих, чи бачать усе це іноземні письменники, які стверджують, нібито Південна Росія — це суцільна пустеля. Щодо розмов про т. зв. потьомкінські села, які становили собою театральну декорацію, що мала розвіяти сумніви імператриці в питанні, чи дійсно нові території, приєднані до Російської імперії, до цього часу не заселені, то Лінь не погоджувався з твердженням, нібито більша частина тих сіл, які він бачив на власні очі, дійсно була декорацією. Разом з тим він засвідчив, що йому довелося побувати в «містах без вулиць, на вулицях без будинків, у будинках без дахів, дверей та вікон».
1788 Лінь був відряджений до армії генерал-фельдмаршала князя Григорія Потьомкіна, в складі якої брав участь в облозі Очакова (див. також Російсько-турецька війна 1787—1791). У нових листах до Йосифа II Лінь не раз висловлював здивування із млявості й нерішучості князя Г.Потьомкіна, відсутності в останнього стратегічної думки. Писав також про незадовільний стан російського війська, про недостатність у війську припасів та снарядів тощо. У своїх замітках, які опрацював і опублікував вже після повернення до Австрії, описав багатьох сучасних йому історичних осіб, а також тогочасне військове мистецтво. 
В 1789 році командував корпусом австрійської армії, разом з ним брав участь у взятті Белграда (нині столиця Сербії).

## Родина

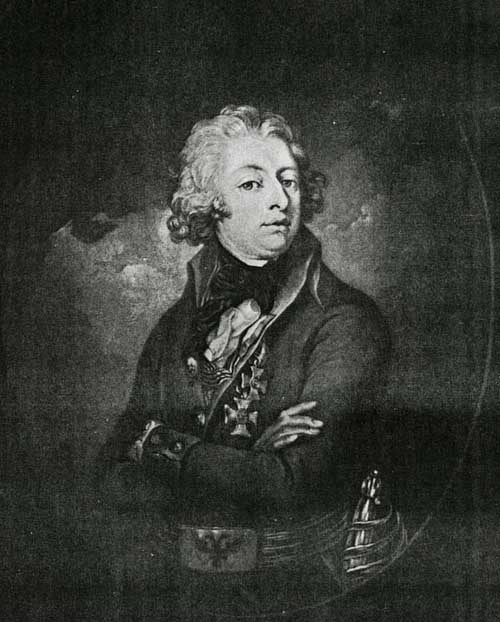
Шарль-Жозеф де Лінь

- Син, Шарль Антуан Жозеф де Лінь[d] (фр. Charles Antoine Joseph Emanuel de Ligne) (25.11.1759 - 14.9.1792, битва[fr] під Ла-Круа-о-Буа), полковник, кавалер військового ордена Марії-Терезії.
- Його дружиною з 29 липня 1779 була Гелена Аполонія Масальська.[10]